# Komitet Obrony Miasta Łodzi
Komitet Obrony Miasta Łodzi – komunistyczna organizacja niepodległościowa działająca w Łodzi w latach 1940–1942, oficjalnie założona 20 lipca 1941.

## Historia
W grudniu 1940 byli członkowie KPP i PPS – Mieczysław Cyrański, Władysław Fronczek, Bolesław Pastwiński, Stanisław Rolewicz i Żenisław Sobczyński, założyli grupę antyfaszystowską. W swych założeniach przewidzieli wojnę niemiecko–radziecką oraz uznali za prawdopodobne wyzwolenie Polski przez Armię Czerwoną, uznając, że należy przygotować się na jej przyjęcie i po wyzwoleniu wprowadzić ustrój opierający się na zasadach demokratycznych. Utworzono w ten sposób Komitet Obrony Miasta Łodzi pod dowództwem Stanisława Klimka, Antoniego Suwalskiego i Józefa Zylberta. Grupa miała rezerwowe kierownictwo na wypadek aresztowania, w skład której wchodzili: Władysław Fronczek, Bolesław Pastwiński i Wojciech Wróblewski. Grupa werbowała do swojego składu działaczy organizujących się na terenie zakładów pracy, osiągając w krótkim czasie ponad 200 członków. Oficjalne zawiązanie grupy datuje się na 20 lipca 1941 podczas jednego z zebrań członków przy al. Unii w Łodzi.
Grupa była zaangażowana w działalność sabotażowo-dywersyjną w łódzkich fabrykach oraz przygotowywała tworzenie milicji ludowej oraz plany przyjmowania radzieckich grup desantowych. Prowadziła również działalność informacyjno-propagandową, kolportowała pisma PPS: „Na Barykadzie” i „Kuźnia” oraz prowadziła nasłuch radiowy. Pisma były zapewniane przez Józefa Zylberta – działacza PPS. Działalność komitetu przerwały aresztowania dokonywane przez Gestapo w sierpniu 1941. Na wolności spośród przywódców pozostał Stanisław Klimek. Pod koniec 1941 dokonał on reaktywacji KOMŁ z Józefem Bednarkiem, Janem Brzozowskim i Wacławem Mikusiem, który został nowym przywódcą komitetu. KOMŁ działał do lutego 1942, kiedy Gestapo dokonało ponownych aresztowań.
2 działaczy zmarło w areszcie na skutek tortur. W czerwcu 1942 odbył się proces pozostałych 20 członków KOMŁ przed Sądem Specjalnym w Łodzi. 7 działaczy skazano na karę śmierci, i ścięto 8 lipca 1942 w więzieniu przy ul. Młyńskiej w Poznaniu. Byli to: Bolesław Pastwiński, Antoni Suwalski, Wojciech Wróblewski, Władysław Fronczek, Stanisława Skórzewska, Józef Zylbert, Leokadia Karbownik. Pozostałych 13 zesłano do obozów koncentracyjnych. Troje z nich przeżyło wojnę.
W 1965 na Brusie odnaleziono szczątki ofiar egzekucji, według niektórych źródeł związane z działaczami Komitetu Obrony Miasta Łodzi. 3 lipca 1965 odbył się uroczysty pogrzeb, który stał się manifestacją patriotyczno-polityczną. Udział wzięli w nim przedstawiciele władz miasta, województwa, delegacje zakładów pracy i wojsko. Szczątki pochowano na terenie mauzoleum na Radogoszczu, na placu muzeum, przy murze od strony ulicy Zgierskiej. Z czasem mogiła rozsypała się, zrównując z otaczającym terenem, a o grobach zapomniano.

### Znani działacze KOMŁ
- Edward Barth,
- Józef Bednarek,
- Jan Brzozowski,
- Hieronim Cobel,
- Mieczysław Cyrański,
- Ignacy Cyrul,
- Władysław Fronczek,
- Leokadia Karbownik,
- Stanisław Klimek,
- Wacław Mikuś,
- Bolesław Pastwiński,
- Stanisław Rolewicz,
- Rudolf Schmidtkie,
- Stanisława Skórzewska,
- Żenisław Sobczyński,
- Antoni Suwalski,
- Wojciech Wróblewski,
- Józef Zylbert[1][4].